# Nipponotrophon
Nipponotrophon là một chi ốc biển, là động vật thân mềm chân bụng sống ở biển thuộc họ Muricidae, họ ốc gai.

## Các loài
Các loài thuộc chi Nipponotrophon bao gồm:
- Nipponotrophon echinus (Dall, 1918)[2]
- Nipponotrophon elegantissimus (Shikama, 1971)[3]
- Nipponotrophon elongatus (Hu & Lee, 1991)[4]
- Nipponotrophon gorgon (Dall, 1913)[5]
- Nipponotrophon magnificus (Golikov & Sirenko, 1992)[6]
- Nipponotrophon makassarensis Houart, 1984[7]
- Nipponotrophon pagodus (Hayashi & Habe, 1965)[8]
- Nipponotrophon scitulus (Dall, 1891)[9]
- Nipponotrophon shingoi (Tiba, 1981)[10]
- Nipponotrophon stuarti (E. A. Smith, 1880)[11]